# Белодол
Белодо́л (болг. Белодол) — село в Бургаській області Болгарії. Входить до складу громади Поморіє.

## Населення
За даними перепису населення 2011 року у селі проживали 463 особи.
Національний склад населення села:
| Національність   | Кількість осіб | Відсоток |
| ---------------- | -------------- | -------- |
| турки            | 453            | 98,1%    |
| болгари          | 7              | 1,5%     |
| Всього відповіли | 462            |          |

Розподіл населення за віком у 2011 році:
Динаміка населення: